# Isla Moucha
La isla Moucha (en francés: L'île Moucha) es una isla pequeña semi-desértica perteneciente a la República de Yibuti en la entrada del golfo de Tadjoura, a unos quince kilómetros al norte de la ciudad de Yibuti, constituye una de las pocas zonas protegidas de este país africano.
La isla tiene un bosque de manglares y es conocida principalmente por su mundo subacuático hermoso y como sitio de buceo popular. La isla de Maskal y algunas  otras islas están cerca de Moucha, por lo cual a veces se llama al conjunto de éstas como islas Moucha. Son el extremo de un arrecife de coral.
En abril de 2008, el presidente Guelleh anunció sus planes de alquilar la isla a inversionistas chinos que planean construir un hotel de lujo y un casino.

## Enlaces externos

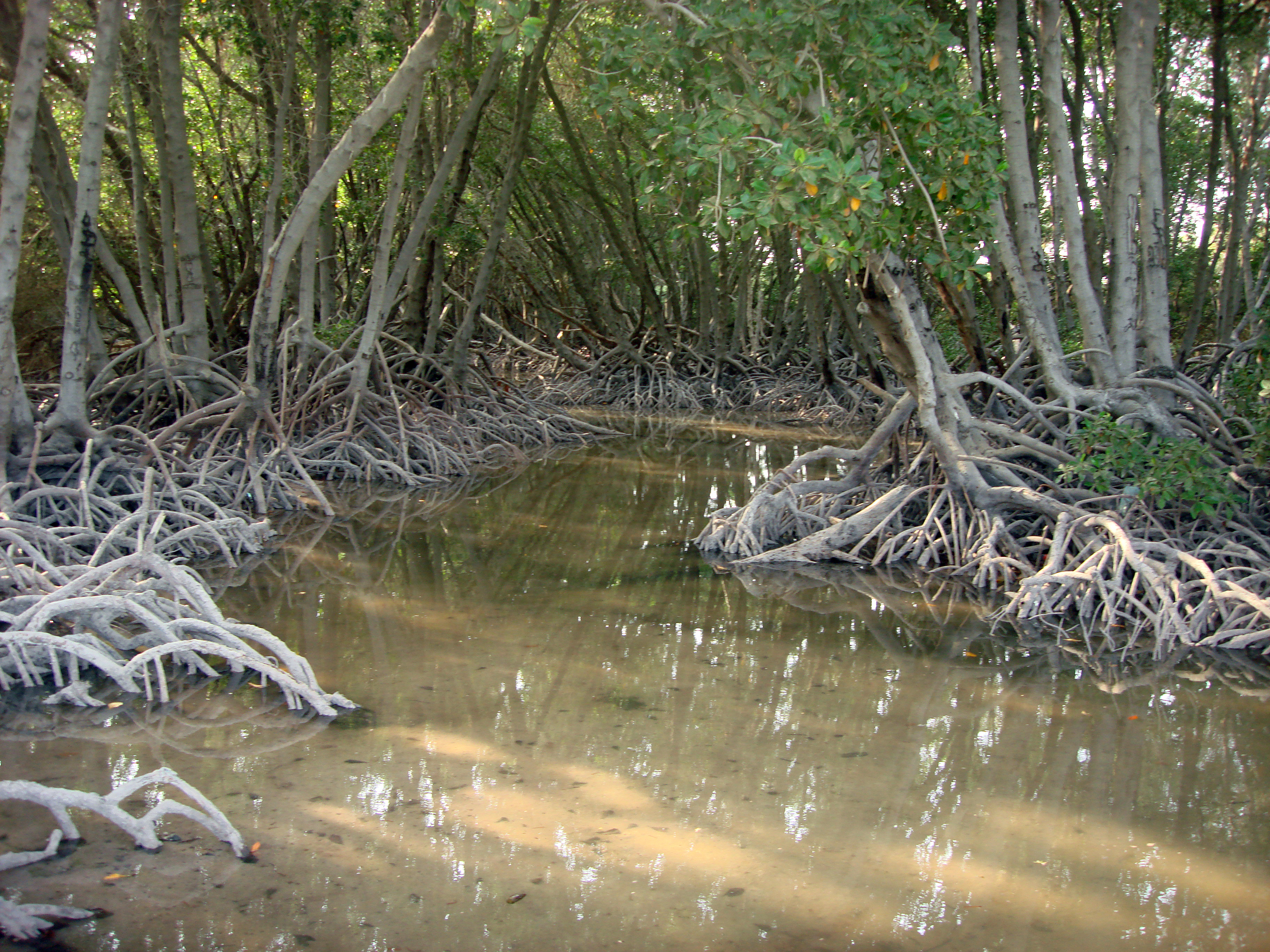
Manglares en la isla de Moucha